# Износки (станция)
Изно́ски — железнодорожная станция Московской железной дороги, расположена в селе Износки, районном центре Калужской области.

## История
Станция Износки открыта 15 (27) декабря 1874 года, с момента запуска в промышленную эксплуатацию Ряжско-Вяземской железной дороги. К концу 1883 года станция принимала уже более 7000 пассажиров в год.

Износки, станція Ряжско-Вяземской желѣзной дороги, 84 в. отъ Калуги, Мед. у. — Лѣсопильный заводъ Русакова, производство до 3 т.р.
В 1875 году было отправлено 3863 пассажира, принято, — 4415 чел. А в 1883: принято −5478, отправлено — 7148.
В 1883 году общий объём принятых грузов на станции Износки составил 1521547 пуд., а отправленных — 62647 пуд.
В последующие годы станция имела большое значение для развития промышленности и сельского хозяйства в регионе.
В конце XIX-го и начале XX века, при отсутствии развитой сети шоссейных дорог, станция Износки служила востребованным, а порой и единственным пунктом для отправки и приёма грузов и пассажиров в уезде и районе.

Ряжско-Вяземская желѣзная дорога. Главныя станціи … по отправленію — Алексинъ и Износки . Главные предметы ввоза — разные хлѣба, въ зернѣ и мукѣ, сельди, мануфактурные и колоніальные товары, вывоза — лѣсъ обдѣланный и необдѣланный и дрова, бумага писчая и оберточная, сѣмя льняное, спички и рогожи.
В Первую Мировую войну на станциях Износки, Мятлево, Угрюмово и других, работало 104 пленных солдата австрийской и германской армий, которые занимались ремонтом полотна.
В середине 1920-х годов станция Износки именовалась в статистических сборниках как центр Износковского района — конечный пункт Синеевской ветки, с грузооборотом около 1700 т. н. («т. н.» — это тонны нетто, то есть масса груза без упаковки, без тары.)
В годы Великой Отечественной войны в районе станции и посёлка шли тяжёлые бои. В этих местах героически сражались части ударной группы 33-й армии генерал-лейтенанта Михаила Ефремова.
6 октября 1941 г. у станции Износки немцы разбомбили санитарный эшелон из Вязьмы. Жители посёлка и близлежащих деревень помогали эвакуировать легкораненых воинов, но в разбитом эшелоне оставались тяжелораненые бойцы, которых местные жители решили спасти. Около 40 человек перевезли на подводах в село Передел, где был организован подпольный госпиталь, который действовал в тылу врага 100 дней.
17 января 1942 года части 194-й стрелковой дивизии с боями захватили станцию Износки. Однако закрепиться на занятых рубежах и полностью освободить посёлок удалось лишь к 26 января, после отражения ожесточённых контратак противника.
В последних числах января 1942 года в районе станции располагался штаб 33 армии. Противник силами 255, 267 и 292-й пехотных дивизий, постоянными ударами при поддержке танков и авиации, пытался перерезать дорогу Шанский Завод — Износки, выйти к Варшавскому шоссе и в тыл западной группы 33-й армии (160-я, 113-я, 329-я, 338-я сд.), передовые части которой по небольшому коридору в районе Угрюмово, прорвав оборону противника, к началу февраля достигли юго-западных окраин Вязьмы. Учитывая важность координации фланговой обороны коридора прорыва ударной группы, командарм Ефремов разместил тут свой командный пункт. Однако уже 30 января 1942 года последовал приказ:

Тов. Ефремову, 30.01.1942 г.
Ваша задача под Вязьмой, а не в районе Износки, Оставьте Кондратьева в Износках. Самому выехать сейчас же вперёд.
Жуков.— А. Исаев «Мифы и правда о Маршале Жукове» .
В 1942—1944 годах, станция являлась одним из опорных пунктов по приёму, отправке и формированию воинских и санитарных эшелонов для нужд фронта. Особое значение станция имела в период проведения первой и второй Ржевско-Вяземской стратегической операции.
После войны было налажено грузовое и пассажирское движение по станции, отремонтированы полотно, служебные и технические постройки. Открыто регулярное пассажирское сообщение дизель-поездами с Калугой, Вязьмой и Тёмкино.
В настоящее время станция Износки относится к Московско-Смоленскому региону МЖД, ОАО «РЖД».

## Пассажирское движение
На станции останавливаются все пригородные поезда, следующие до Тёмкино, Вязьмы и Калуги-1.
Является конечной для пригородных поездов Калуга-1 — Износки. (2 пары ежедневно до Тёмкино, 1 пара по понедельникам, пятницам и выходным до Вязьмы, 3 пары по вторникам, средам и четвергам и 4 пары в остальные дни - до Калуги-1)
Имеется прямое сообщение с Калугой I, Вязьмой и Тёмкино. Участок от Износок до Полотняного Завода и до Тёмкино однопутный без электрификации, по маршрутам следуют рельсовые автобусы.

## Коммерческие операции, выполняемые на станции
О — Посадка и высадка пассажиров на (из) поезда пригородного и местного сообщения. Прием и выдача багажа не производятся.

§ 1 — Прием и выдача повагонных отправок грузов, допускаемых к хранению на открытых площадках станций.

§ 3 — Прием и выдача грузов повагонными и мелкими отправками, загружаемых целыми вагонами, только на подъездных путях и местах необщего пользования.

## Публицистика
- Тихонов А. В. Использование труда военнопленных Четверного союза в экономике регионов в годы Первой мировой войны на примере Калужской и Тульской губернии // Вестник Брянского государственного университета : научная работа. — 2016. — № 1. — С. 123—126. Архивировано 24 сентября 2020 года.
- Александр Добровольский. В тылу у гитлеровских войск работал подпольный военный госпиталь // Московский Комсомолец : газета. — 2014. — 22 июня.
- Татьяна Романова. В районе Износок // Весть : газета. — 2012. — 31 мая.